# 성정
성정(盛正, 1906년 4월 5일 ~ 2005년 6월 4일)은 중화민국(中華民國)의 20세기 시대 대선승(大禪僧)이다.

## 생애

### 일생
청나라 저장성 항저우에서 출생하였으며 지난날 한때 청나라 저장성 자싱에서 잠시 유아기를 보낸 적이 있는 그는 1921년 5월 31일을 기하여 국민정부 시대 중화민국 대륙 본토 쓰촨성 청두에서 불교 승려로 출가(당시 15세)하였다. 1948년 당시에 국민정부 시대 중화민국 대륙 본토 쓰촨성 청두를 떠나 국민정부 시대 중화민국 대륙 본토 광둥성 광저우를 거쳐 홍콩으로 건너갔지만(당시 42세) 결국 그로부터 4년 후 1952년 홍콩을 떠나 중화민국 타이베이로 건너갔으며(당시 46세) 중화민국 타이완 성 화롄 현 화롄에 정착하였다. 1965년에서부터 1973년까지 8년여간 늦깎이 일본 유학을 한 그는 1973년 중화민국 타이완 성 화롄 현 화롄으로 귀환하였으며 그 후 자유중화민국 국립 타이난 청궁 대학교 철학과 겸임교수 등을 지내는 등 20세기 시대 자유중화민국 타이완 고유 민족적 불교 철학의 새 지평을 열었다.
"타이완(臺灣)의 신생불(新生佛)"라는 추앙을 받기도 한 그는 2005년 6월 4일을 기하여 향년 99세로 입적하였다.

### 학력
- 자유중화민국 국립 타이완 사범대학교 교육학과 학사(1958년)
- 자유중화민국 국립 타이완 사범대학교 사범대학원 교육학과 교육학 석사(1968년)
- 일본 도쿄 다이쇼 대학교 대학원 불교학과 인문과학 박사(1973년)

### 이외 이력
- 자유중화민국 타이완 국립 타이난 청궁 대학교 철학과 겸임교수(1973년 8월~1975년 2월)